# دعای یستشیر
دعای یستشیر دعایی است که پیامبر اسلام محمّد بن عبداللّه به علی بن ابیطالب  نقل کرده و این دعا توسط سید بن طاووس در کتاب مهج الدعوات ذکر شده است. تشیع، خواندن این دعا را در همهٔ حال سفارش نموده و آنرا گنجی از گنج‌های عرش الهی و دارای فضیلت بالا می‌نامد.
نام این دعا از فراز ابتدایی آن یعنی «وَلا خَلْقٍ مِنْ عِبادِهِ یسْتَشیرُ» گرفته شده است. نام  دیگر دعای یستشیر «دُعاء علی عَلَّمَهُ لِسَلْمان» می‌باشد که به معنی «دعایی که علی به سلمان آموخت» است و در برخی از کتابهای دعا با عنوان «دعای امام علی» نامگذاری شده است.

## متن
ابتدای این دعا با این فراز اغاز می‌شود:
«الْحَمْدُ لِلَّهِ الَّذِی لا إِلَهَ إِلا هُوَ الْمَلِکُ الْحَقُّ الْمُبِینُ الْمُدَبِّرُ بِلا وَزِیرٍ وَ لا خَلْقٍ مِنْ عِبَادِهِ یَسْتَشِیرُ الْأَوَّلُ غَیْرُ مَوْصُوفٍ...» معنی: ستایش خدا را که معبودی جز او نیست، آن فرمانروای بر حق آشکار، تدبیرگر، هستی بی آنکه او را وزیری باشد و یا با آفریده ای از بندگانش مشورت نماید، آغازی است که در وصف نگنجد...